# Paul Madeline

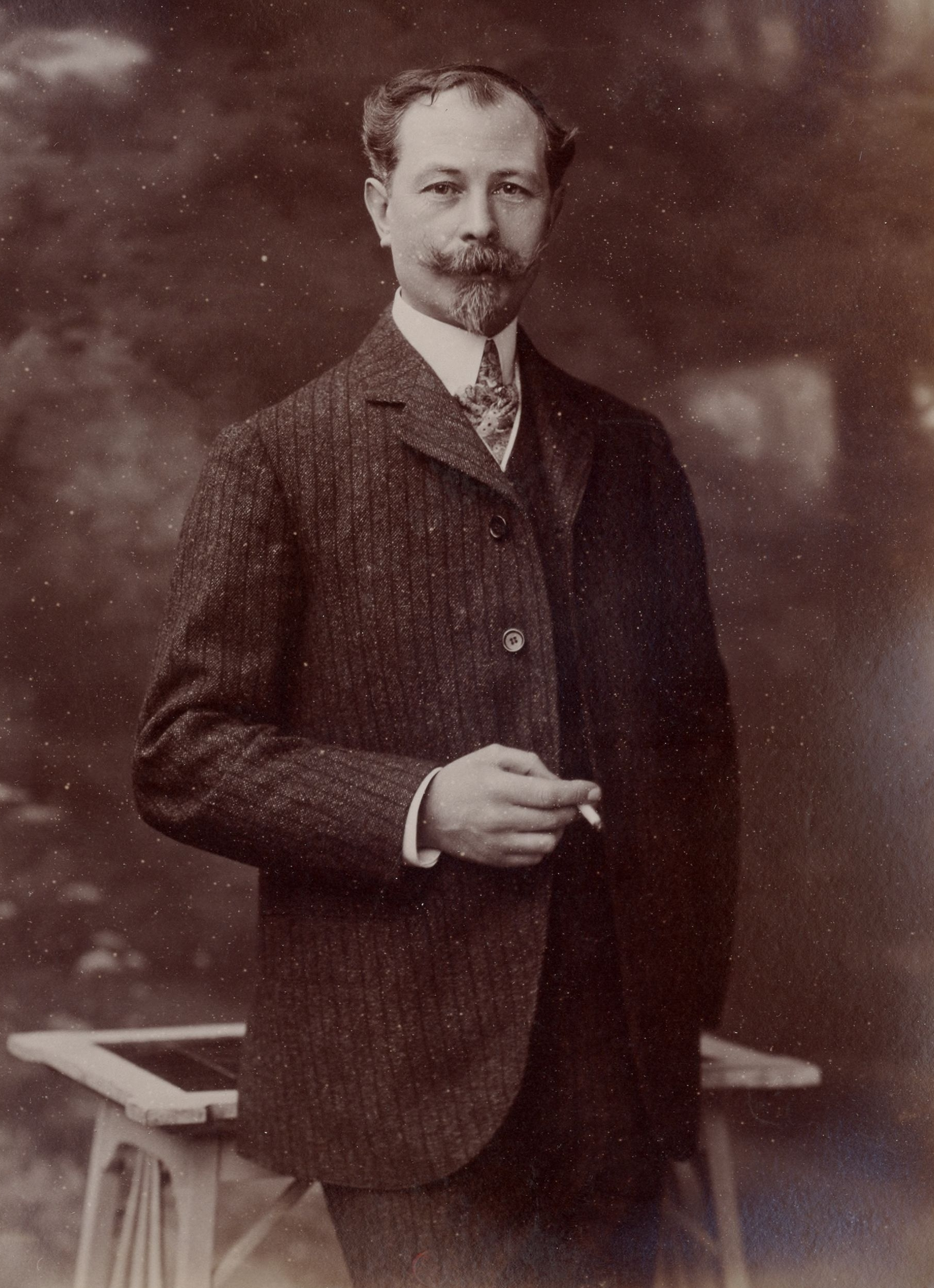
Paul Madeline; fotografía de Nadar

Paul Madeline (7 de octubre de 1863, París - 12 de febrero de 1920, París) fue un pintor postimpresionista francés; conocido por sus escenas de pequeños pueblos y sus paisajes.

## Biografía
Estudió en la École des Beaux-Arts de París. Tuvo que trabajar en una editorial para financiar sus estudios, por lo que la mayor parte de su pintura la tuvo que hacer en su tiempo libre.
En 1894, conoció al poeta Maurice Rollinat y a Léon Detroy (1857-1955), durante una cena en casa de un amigo. Gracias a ellos, conoció la campiña del valle de Creuse. Inmediatamente se enamoró de la zona y regresó allí a pintar durante varios meses al año; generalmente en otoño. Con el tiempo se convirtió en uno de los artistas más conocidos de la escuela de Crozant, que trabajaron allí.
Algún tiempo después, comenzó a exponer regularmente en el Salón. También fue miembro del "Salon de la Nationale des Beaux-Arts" y del Salon d'Automne.
En 1902, sus éxitos le permitieron vivir enteramente de los ingresos generados por su arte. En 1908, ayudó a cofundar "La Société Moderne", cuyos miembros incluían a Henri Lebasque, Jean-François Raffaëlli, Edmond Aman-Jean y Maurice Chabas. A principios de la década de 1910, viajó por toda Bretaña .
Durante la Primera Guerra Mundial, se movilizó como artista de guerra, pero las obras que pintó con esa temática se consideran poco.
En 1926, el Salon des Indépendants presentó una gran retrospectiva de sus obras.

## Obras seleccionadas

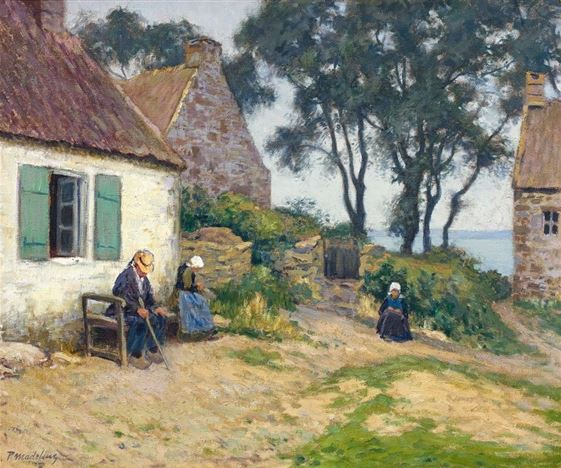
Village Scene with Couple and Child
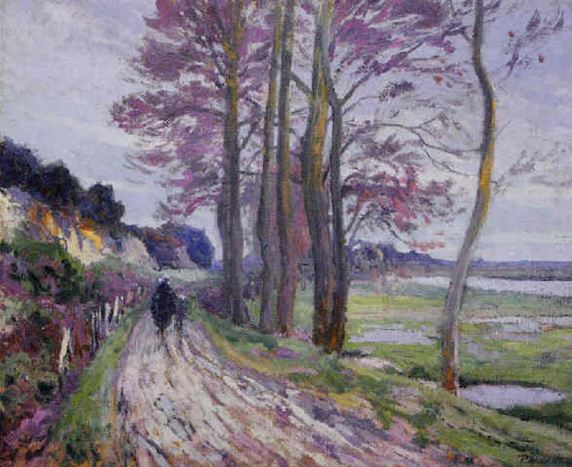
On the Road
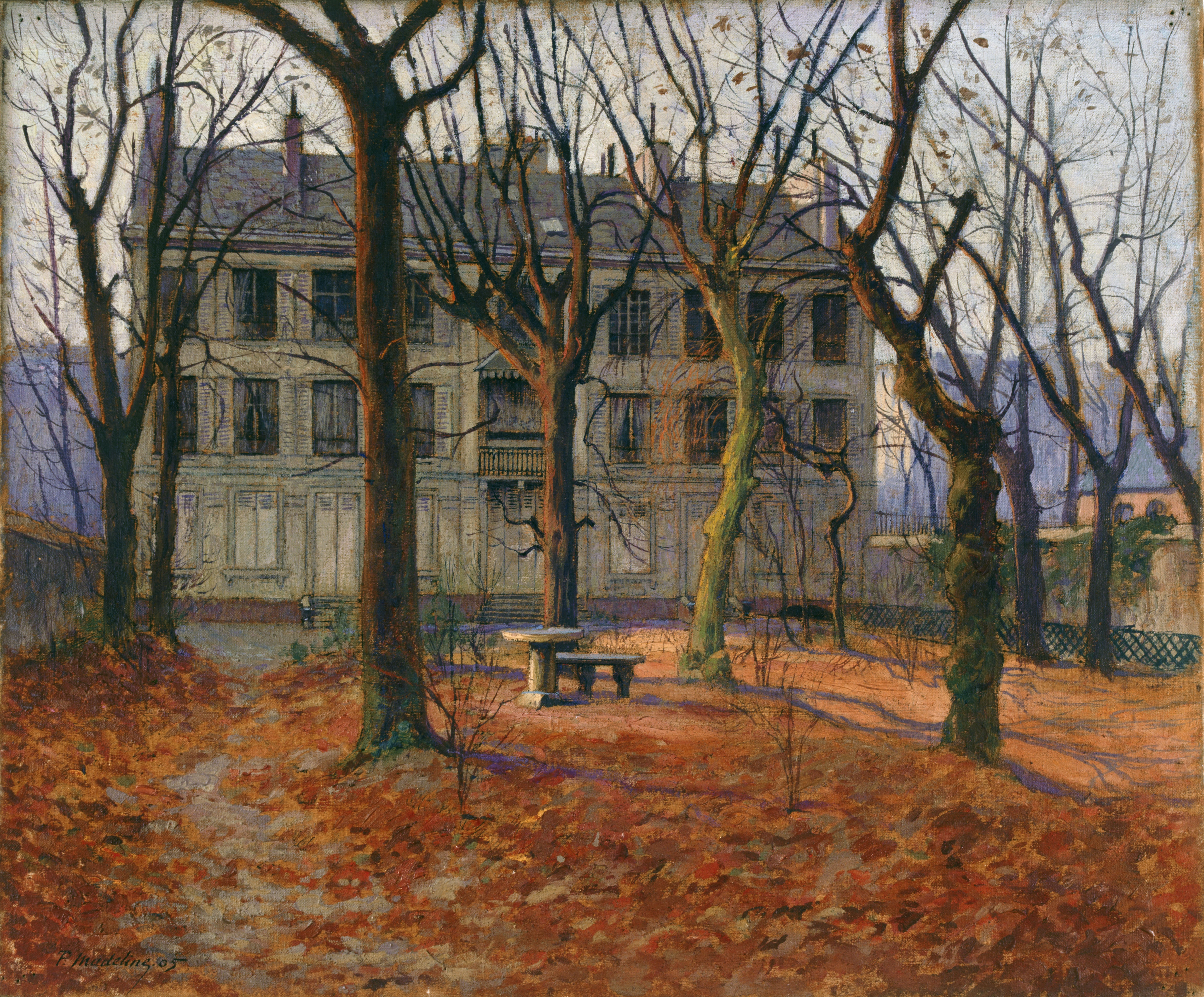
Maison de Victor Hugo
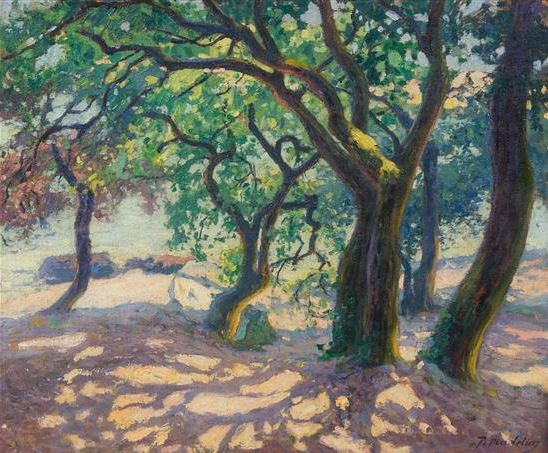
Green Oaks
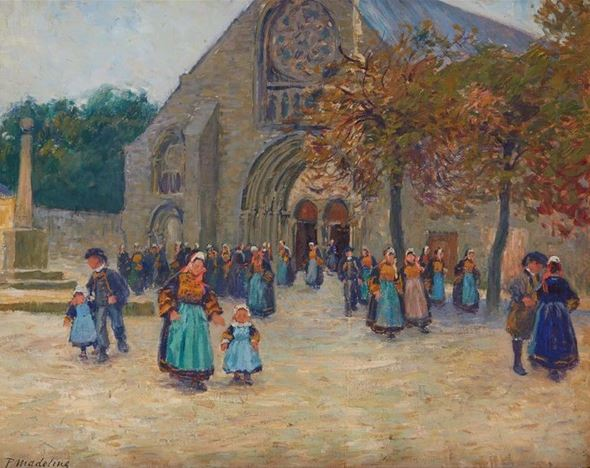
Leaving Church in Brittany